# Дубовицкая, Регина Игоревна
Реги́на И́горевна Дубови́цкая (род. 30 декабря 1943 года) — советская и российская телеведущая, с октября 1987 года ведущая и руководитель программы «Аншлаг», журналист, редактор, сценарист. 

## Биография

### Ранние годы
Родилась 30 декабря 1943 года.
Отец — Игорь Александрович Дубовицкий (16 февраля 1914 — 4 января 2002), кандидат филологических наук. С 1954 года по 1956 год — декан историко-филологического факультета Тираспольского государственного педагогического института им. Т. Г. Шевченко. Родился в селе Сандата (ныне Сальского района Ростовской области). Был первым заведующим в 1940—1942 годах кафедрой русского языка и литературы Шадринского государственного учительского института, преподавателем литературы (1943—1949) созданного в 1943 году на базе учительского института Шадринского государственного педагогического института. Был также заместителем директора Кишинёвского пединститута, заведующим кафедрами русского языка и литературы Тираспольского, Костромского, Пятигорского, Элистинского пединститутов, проректором пединститута в г. Орджоникидзе. С 1972 по 1974 гг. был заведующим кафедрой литературы в МГПИ имени Ленина. Автор учебников «Русская литература» для 8, 9, 10-х классов молдавской средней школы. Последние годы жизни жил вместе с дочерью в поселке Менделеево Солнечногорского района Московской области
Мать — Нина Жамкочян, биолог, служила преподавателем.
Вскоре после рождения дочери семья Дубовицких переехала в Кишинёв. После окончания Региной начальной школы семья перебралась в Кострому.

Первое «свидание» с журналистикой произошло в Костроме. В газете «Северная правда» обо мне напечатали заметку. Написали так: есть такая школьница Регина Дубовицкая — что с ней будет в дальнейшем? Вместо того, чтобы скромно одеваться, как подобает советской школьнице, она на Новогодний вечер пришла в платье с декольте и какой-то не такой, как подобает советской школьнице, причёской.— 
С девятого класса Регина решила стать журналистом, на журфак принимали только с двухлетним стажем по специальности.

Помог папа — привёл за руку к своим знакомым в газету «Костромская правда». Дня через три идём с коллегой по городу и встречаем его хорошую знакомую — Светлану Георгиевну Степанову из местного радиокомитета. Коллега, кивнув на меня, сказал: «Вот эта девочка хочет стать журналистом. Может, попробуешь её у себя на радио?». Та легко согласилась и велела прийти завтра. Ей-богу, не помню, что же такого особенного я увидела в редакции костромского радио, но вышла оттуда с твёрдым убеждением: газета мне не нужна — радио и только радио! — 
Поступила заочно в Пятигорский институт иностранных языков по специальности учитель «немецкого языка», через несколько лет семья переехала в Пятигорск из-за того что у отца были проблемы со здоровьем. В студенческие годы 6 дней проходила практику в школе, преподаватель поставил ей пятёрку, только чтобы она больше в эту школу не приходила.
На 4 курсе она вышла замуж, защитила диплом на отлично и переехала к мужу в Подмосковье, в посёлок Менделеево.

### Карьера
В конце 1960-х годов поступила на должность младшего редактора по письмам в отдел сатиры и юмора передачи «С добрым утром!» на Всесоюзном радио.

Каждый день к нам в редакцию приходили ведущие артисты кино и театра: Миронов, Папанов, Плятт, Табаков, Юрий Яковлев, в театрах платили мало, а на радио — очень даже прилично. Вот они и подрабатывали — читали для нашей программы рассказы Зощенко, Аверченко, современных авторов.— 
За годы работы на радио Дубовицкая познакомилась со многими юмористами, участвовавшими в этой передаче, которые потом стали участвовать и в «Аншлаге». В 1987 году создала на телевидении передачу «Аншлаг».

### Личная жизнь
Супруг — Юрий Мкртичевич Айвазян (род. 6 июня 1937), физик, доктор физико-математических наук, профессор. Основоположник физического направления в области магнетизма.

С ним познакомилась в поезде Пятигорск — Сочи, ехала проведать бабушку в Сухуми. Увидела Юру и практически сразу поняла, что это именно то, что мне нужно. В браке с ним я счастливая женщина. Нет, конечно, мы ссоримся порой, у меня характер о-го-го… Я могу быстро вспылить, но и так же мгновенно отхожу и понимаю: надо быстренько помириться. В большинстве случаев Юра прав. Секрет нашего счастья в том, что у каждого своё дело и он им всецело увлечён. — 
Дочь — Илона Юрьевна Айвазян (род. 28 августа 1966), прикладной математик, окончила энергетический институт, работает на телевидении.
Внучка — Регина Игоревна Лукашина (род. 8 ноября 1998), училась в Первом МГМУ им. И. М. Сеченова.
С 1998 года Дубовицкая живёт с мужем Юрием Айвазяном в частном доме в посёлке Менделеево городского округа Солнечногорск Московской области[значимость факта?].
Коллекционирует посуду и бутылки.
5 мая 2007 года Дубовицкая отдыхала с Еленой Воробей в Черногории, и во время одной из поездок по стране они попали в автомобильную аварию. Таксист не справился с управлением. Елена Воробей получила сотрясение мозга, а Регина Дубовицкая оказалась в реанимации с переломом правого бедра. Уже осенью того же года она приступила к съёмкам новых выпусков «Аншлага».